# Condado de McIntosh (Dakota del Norte)
El condado de McIntosh (en inglés: McIntosh County, North Dakota), fundado en 1883, es uno de los 53 condados del estado estadounidense de Dakota del Norte. En el año 2000 tenía una población de 3390 habitantes y una densidad poblacional de 1 personas por km². La sede del condado es Ashley.

## Geografía
Según la Oficina del Censo, el condado tiene un área total de 2577 km² (995 mi²), de la cual 2525 km² (974,9 mi²) es tierra y 52 km² (20,1 mi²) es agua.

### Condados adyacentes
- Condado de Logan (norte)
- Condado de LaMoure (noreste)
- Condado de Dickey (este)
- Condado de McPherson (sur)
- Condado de Campbell (suroeste)
- Condado de Emmons (oeste)

## Demografía
En el 2000 la renta per cápita promedia del condado era de $26 389, y el ingreso promedio para una familia era de $31 771. El ingreso per cápita para el condado era de $15 018. En 2000 los hombres tenían un ingreso per cápita de $22 153 versus $16 743 para las mujeres. Alrededor del 15.40% de la población estaba bajo el umbral de pobreza nacional.
| 1890 | 1900 | 1910 | 1920 | 1930 | 1940 | 1950 | 1960 | 1970 | 1980 | 1990 | 2000 | Est. 2009 |
| ---- | ---- | ---- | ---- | ---- | ---- | ---- | ---- | ---- | ---- | ---- | ---- | --------- |
| 3248 | 4818 | 7251 | 9010 | 9621 | 8984 | 7590 | 6702 | 5545 | 4800 | 4021 | 3390 | 2582      |

## Mayores autopistas
- Carretera de Dakota del Norte 3
- Carretera de Dakota del Norte 11
- Carretera de Dakota del Norte 13

## Lugares

### Ciudades
- Ashley
- Venturia
- Wishek
- Zeeland

### Municipios
- Roloff

Nota: todas las comunidades incorporadas en Dakota del Norte se les llama "ciudades" independientemente de su tamaño